# Процесът (филм, 1962)
„Процесът“ (на английски: The Trial) е френско-западногерманско-италиански филм от 1962 година на режисьора Орсън Уелс.
Той е автор и на сценария, който е по едноименния роман на Франц Кафка, издаден през 1925 година. Оператор е Едмон Ришар. Композитор е Жан Льодрю. Продуценти е Александър Салкинд. Заснет е в Европа и след завършването му Орсън Уелс казва, че „Процесът“ е най-добрият филм, който е правил някога.
Филмът започва с гласа на Уелс, който разказва притчата „Преди закона“ и на екрана се появят сменящи се картини, които са анимирани от художника Александър Алексеев. Антъни Пъркинс е в ролята на Йозеф К. – чиновник, който е обвинен в престъпление, което през целия филм не се назовава. Жана Моро, Роми Шнайдер и Елза Мартинели играят роли на жени, които по различен начин се намесват в живота и процеса на главния герой. Орсън Уелс играе ролята на адвоката, който е главен антагонист във филма.
През годините „Процесът“ си е изградил репутация сред критиците. Роджър Ибърт нарича филма шедьовър. „Процесът“ е често хвален за сценичния си дизайн и начин на снимане, който включва различни ракурси и нестандартна употреба на фокуса. Архив на оригинала от 2016-01-14 в Wayback Machine.

## Сюжет
Йозеф К. (Антъни Пъркинс) спи в стаята си в апартамент, който К. споделя с други наематели. Събуден е от мъж в костюм, който отваря вратата на спалнята му. Йозеф подозира, че този мъж е полицай, който идва да говори със съседката му, госпожица Брюстнер (Жана Моро). Мъжът не се идентифицира и игнорира многократните исканията на Йозеф К. да покаже документите си. В това време в стаята влизат още няколко мъже, които се представят за инспектори и казват на Йозеф, че е арестуван. В началото К. мисли, че това е груба шега на колегите му от офиса, но тогава забелязва трима от колегите му, Робенщайнер, Кулих и Каминер, които тършуват в стаята на госпожица Брюстнер. Инспекторите претърсват стаята на Йозеф и му задават най-различни въпроси, на които той от притеснение не знае как да отговори. Полицаите отказват да му разкрият какво е престъплението, което е извършил и какви обвинения са повдигнати срещу него, казват му, че не е задържан и след като разбират, че няма да успеят да вземат нищо от ценните му вещи за себе си, те напускат дома му.
Йозеф разговаря с хазяйката си госпожа Грубах (Мадлен Робинсън) за странната визита на инспекторите. В това време се прибира и госпожица Брюстнер. Йозеф я причаква на вратата, за да може да поговори с нея и да ѝ се извини за това, че полицаите са били в нейната стая, а колегите му са тършували из вещите ѝ. По-късно той отива до офиса, в който работи и се среща с шефа си, докато Йозеф се опитва да скрие една торта, която е купил за рождения ден на госпожица Брюстнер. Секретарката му казва, че една млада дама, която се представя за неговата братовчедка Ерма (Найдра Шор) иска да говори с него. Шефът му си мисли, че Йозеф има връзка с това момиче, което е дошло да го посети и К. моли секретарката си да изгони братовчедка му от офиса. Вечерта след работа, Йозеф среща една жена, която изнася багажа на госпожица Брюстнер. Той се опитва да разбере от нея къде точно ще живее сега тя, но жената го смята за виновен за изгонването на момичето от апартамента на госпожа Грубах, и отказва да му даде отговор на въпросите.
По-късно вечерта Йозеф е в театъра и получава бележка от една жена, когато излиза от залата разбира, че бележката му е изпратена от един инспектор, който му казва, че няма да пречат на нормалния му живот, че му е разрешено да ходи на работа, и че разпитът му ще се състои сега и му дава адреса, на който трябва да отиде. Йозеф К. отива в съда със закъснение и залата вече е препълнена с хора. На изслушването К. си позволява да се държи нагло със съдебния следовател, захвърляйки тефтерчето му и наричайки обвиненията му лъжливи. След като демонстративно си тръгва от изслушването, Йозеф се връща в офиса си и там дочува шум от архива, в който открива двамата полицаи, които сутринта са били в дома му. Йозеф се е оплакал от тях и сега те биват наказвани за действията си от по-висшестоящ следовател. К. се опитва да предложи подкуп на следователя, за да отърве от побоя двамата полицаи, но той се разгневява още повече и Йозеф излиза от стаята, изоставяйки полицаите там. В офиса на К. се появява чичо му Макс (Макс Хауфлър), който съветва К. да се консултира с адвокат относно процеса, който се води срещу него. След работа двамата отиват в дома на адвоката Албърт(Орсън Уелс), който е познат на чичото на Йозеф. Там са посрещнати от неговата болногледачка Лени (Роми Шнайдер), която предлага на К. да потърси помощ от художника Титорели (Уилям Чапел), който рисува портрети на всички адвокати и съдии. Срещата на Йозеф с Титорели също не оказва голяма помощ за процеса му. Търсейки спасение в катедралата, Йозеф се среща с един свещеник (Майкъл Лонсдейл), който му казва, че делото му се развива зле и вината му е била доказана. Адвокатът се появява в катедралата, за да потвърди присъдата на Йозеф К. Докато говорят се прожектират анимациите направени от Александър Алексеев и адвокатът разказва на К. притчата „Преди закона“. В разговора им Йозеф казва, че не е жертва на обществото, а част от него. Убеден е, че съдът се опитва да го накара да мисли целия свят за абсурден. Йозеф смята, че всички губят, но това не обрича Вселената на абсурдност и безумие.
Излизайки от катедралата, Йозеф е пресрещнат от двама полицаи, които го отвеждат далече от града, бутат го в една яма и му казват да свали дрехите си. След това екзекуторите му слизат при него и започват да си подават над главата му един нож, очевидно дебатирайки кой от тях да извърши убийството на Йозеф К. Наблюдавайки нерешителността им К. им казва, че може би очакват той сам да вземе ножа и да се самоубие, но няма да го направи, защото това е тяхно задължение. Тогава те излизат от ямата, оставяйки Йозеф да крещи и да се смее, че те трябва да го убият. Двамата екзекутори хвърлят динамит в ямата и след това побягват. В далечината се чува истеричния смях на Йозеф, а след секунди динамитът избухва и се вижда облак дим, който се издига във въздуха.

## В ролите
| Изпълнител      | Роля                 |
| --------------- | -------------------- |
| Антъни Пъркинс  | Йозеф К.             |
| Сюзан Флон      | Мис Питъл            |
| Мадлен Робинсън | Госпожа Грубах       |
| Арналдо Фоа     | Инспектор А          |
| Жана Моро       | Госпожица Брюстнер   |
| Роми Шнайдер    | Лени                 |
| Елза Мартинели  | Хилда                |
| Аким Тамиров    | Блох                 |
| Орсън Уелс      | Адвокатът            |
| Макс Хауфлър    | Чичо Макс            |
| Майкъл Лансдейл | Свещеникът           |
| Уилям Чапел     | Титорели             |
| Найдра Шор      | Ерма                 |
| Макс Бушбаум    | Съдебният следовател |

## Продукция
През 1960 година, продуцентът Александър Салкинд се свързва с Орсън Уелс, поръчвайки му да направи адаптация на литературно произведение, което да е обществено достояние. Салкинд обещава, че той няма да се намесва в работата на Уелс и му дава пълна творческа свобода. Двамата се съгласяват да направят адаптация на романа на Кафка, „Процесът“. По-късно разбират, че текстът не е обществено достояние и трябва да се борят за правата над него. Салкинд осигурил бюджет за филма, който бил на стойност 1,3 милиона долара. Успял да издейства и подкрепата на германски, италиански и френски инвеститори.
На Уелс му отнело шест месеца, за да успее да напише сценария за филма. В процеса на адаптация той пренаредил реда на главите в романа на Кафка. В сценария на Уелс подредбата на главите е следната: 1, 4, 2, 5, 6, 3, 8, 7,9,10. Уелс също модернизира няколко аспекта от историята, включвайки компютърни технологии и променяйки професията на госпожица Брюстнер, която в романа е машинописка, а във филма е кабаретна актриса. Уелс също решава филма му да започне с притчата „Пред закона“ и включва в тази сцена анимация направена специално за филма от художника Александър Алексеев.
Уелс също променил и начина на смъртта, на главния герой. В романа на Франц Кафка, екзекуторите на Йозеф си подават ножа над главата му, за да може той да го вземе и да се самоубие, но той отказва. Намушкан е смъртоносно и умирайки, Йозеф произнася последните си думи, които са: „Като куче.“ Във филма Йозеф им крещи, че тяхно задължение е те да го убият. Двамата екзекутори хвърлят динамит в ямата, в която са оставили К. и се отдалечават. Филмът завършва с пушека, който се разнася из въздуха и Орсън Уелс, който зад кадър чете имената на актьорите, които участват във филма.
Уелс се е надявал да убеди американския комик Джаки Глийсън да участва във филма в ролята на адвоката, но той отказал и Орсън Уелс решава да изиграе ролята. Също така във филма Уелс дублира 11 различни второстепенни героя.
Орсън Уелс започнал продукцията на филма „Процесът“ в Югославия. За да се създаде работното място на Йозеф К., Уелс построява снимачната площадка в Загреб и включва 850 бюра и 850 служители, които пишат на машини. Другите сцени са снимани по-късно в Дубровник, Париж, Милано и Рим. Уелс не е успял да снима филма си в родния град на Кафка, Прага, защото работата му е била забранена от комунистическото правителство в Чехословакия. 
В Париж режисьорът Орсън Уелс е планирал да заснеме сцените на филма в студиото Bois de Boulogne, но продуцентът Салкинд изпитвал затруднения при финансирането на филма и се наложило да снимат в Gare d'Orsay, изоставена парижка железопътна гара. Уелс пренаредил дизайна на сцените си и по-късно в интервю за Cahiers du cinéma заявява: „Всичко беше импровизирано в последния момент, защото цялата физическа концепция на моя филм беше по-различна. Беше базирана на отсъствието на снимачен павилион и гигантските декори, срещу които хората имаха възражения. Единствената снимачна площадка, която имах беше тази стара и изоставена гара.“
Уелс редактирал „Процесът“ в Париж, докато уж е във ваканция, пътувайки през уикендите от Малага, Испания, където е снимал сцени (най-вероятно пролога и епилога) на финансирания от него филм, който е адаптация на произведението на Сервантес – „Дон Кихот“.
В интервю с Питър Богданович, Антъни Пъркинс заявява, че Уелс му е дал насоки, че „Процесът“ е предназначен да бъде гледан като черна комедия. Пъркинс също изразява голямата си професионална гордост, че е участвал във филм, който е режисиран от Орсън Уелс.
По време на снимките в Загреб, Уелс среща 21-годишната хърватска актриса Олга Палинкаш. Той ѝ дава артистичното име Оя Кодар и тя става негова партньорка в живота и сътрудничка в някои от филмите му в края на кариерата му.

## Премиера
Орсън Уелс първоначално планирал премиерата на филма „Процесът“ да бъде на фестивала във Венеция през септември 1962 година, но филмът не бил завършен навреме. Организаторите на фестивала показали наградения с Оскар мюзикъл „Уестсайдска история“ вместо филма на Уелс. Той продължил да прави редакциите си по филма до премиерата му в Париж през декември 1962 година. В интервю за Би Би Си той заявява, че е изрязал 10-минутен материал, който включвал сцена, в която Йозеф К. се среща с компютърен учен (ролята е изиграна от гръцката актриса Катина Паксину). Тя използва технологията, за да предскаже съдбата на главния герой. Уелс казва, че тази сцена трябвало да бъде най-добрата част от филма му, но нещата не са се получили и той решил да не я оставя в завършения филм. Премиерата на „Процесът“ по театралните салони в САЩ става през 1963 година.

## Рецепция на филма
При излизането си на екран „Процесът“ разединява критиците по отношение на оценките, които те дават на филма. Веднага след премиерата му режисьорът Орсън Уелс казва: "Може да казвате каквото си искате, но „Процесът“ е най-добрият филм, който някога съм правил."  Филмът е приет положително и във Франция, където през 1964 година печели наградата на Френския синдикат на филмовите критици за „Най-добър филм“.
През 1970 година в биография за Уелс, авторът Чарлз Хайгам определя филма като „мъчително преживяване...мъртво нещо...“. През 1996 година в биография за Уелс, Дейвид Томсън определя филма като изумително откровение за човека...". Филмовият критик Роджър Ибърт казва, че във филма го впечатлява изобилната употреба на разположението и движението на камерата и изобретателната употреба на осветлението. В рецензията си за филма той го оценява с четири звезди. В класация на Британския филмов институт от 2002 година, Фернандо Мартин Пеня, нарежда „Процесът“ като един от десетте му най-любими филма.

## Идеята за документален филм
През 1981 година Орсън Уелс планира да режисира документален филм за заснемането на „Процесът“. За оператор на проекта е избран Гари Грейвър. След прожекцията на „Процесът“в университета на Южна Калифорния, Уелс направил дискусия с публиката и се опитал да отговори на въпросите им за това как е протекъл работния процес по заснемането на „Процесът“. Филмът бил заснет на 16 милиметрова неекспонирана лента. Уелс не успява да завърши и издаде документалния си проект. Сега този филм е собственост на Германския филмов музей в Мюнхен. През 2000 година Филмовият музей успява да монтира материал с дължина 82 минути, в който е заснета сесия с въпроси и отговори между Орсън Уелс и публиката присъстваща на прожекцията на „Процесът“. Премиерата на реставрирания документален филм е на 13 август 2005 година в Швейцария.

## Римейк
През 1993 година излиза нов филм със същото заглавие по романа на Кафка. Продуценти са Би Би Си. Той е базиран на романа „Процесът“ и адаптираната пиеса на Харолд Пинтър. Режисьор е Дейвид Джоунс. Участват актьорите Кайл Маклоклан, който е в ролята на Йозеф К., Алфред Молина е в ролята на художника Титорели, Антъни Хопкинс, който е в ролята на свещеника, Дейвид Тюлис, Джулиет Стивънсън и други. Филмът е сниман в Прага. 